# Osmologia
Osmologia (gr.osmé - zapach, węch + lógos - nauka) jest to dział nauki zajmujący się badaniem właściwości i funkcjonowaniem zmysłu węchu oraz jego patologiami czy nieprawidłowym działaniem.

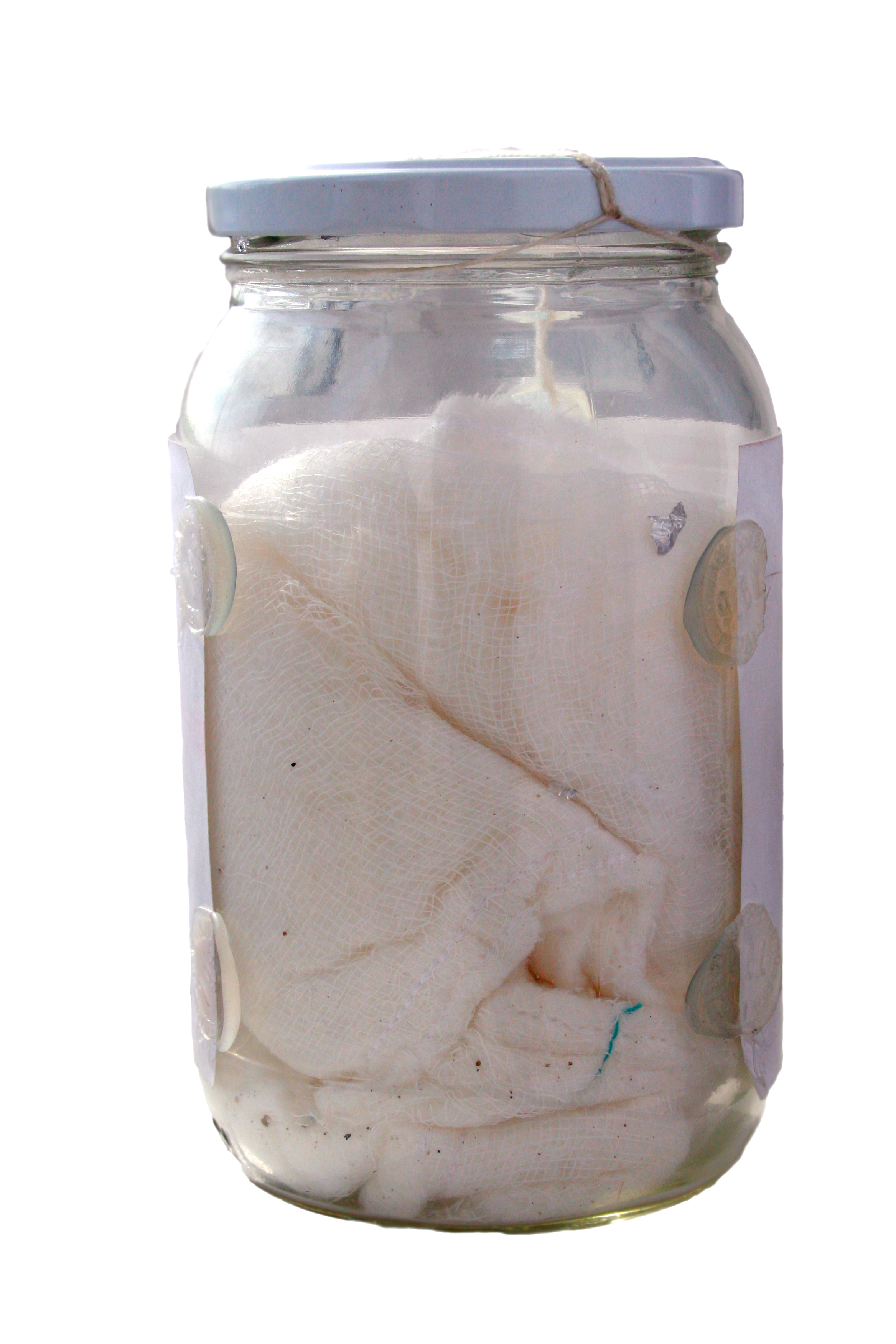
Zapach pobrany na miejscu zdarzenia kryminalnego, umieszczony w sterylnym słoiku, z przytwierdzoną metryczką osmologiczną

W kryminalistyce – dział techniki kryminalistycznej zajmujący się pobieraniem, przechowywaniem i badaniem śladów zapachowych ludzi z wykorzystaniem specjalnie wyszkolonych w tym zakresie psów, których zadaniem jest ustalenie zgodności zapachowej z materiałem dowodowym (pobranym na miejscu zdarzenia), a materiałem porównawczym pobranym od osób. Badania śladów zapachowych ludzi zmierzające do ustalenia tożsamości osoby (sprawcy czynu przestępnego) są młodą dyscypliną w polskiej kryminalistyce.
Mówiąc o śladach zapachowych należy zaznaczyć, że pojęcie to nie znajduje do końca swojego odniesienia do specyficznych struktur chemicznych, jest to bardziej funkcjonalne pojęcie, które związane jest z organizmami żywymi i dotyczy ono wyłącznie tych cząsteczek lub ich układów, które zdolne są do wywołania wrażenia węchowego („obrazu węchowego”).
Uwzględniając stosowane w kryminalistyce kryteria podziału, ślady zapachowe możemy zaliczyć do:
a) śladów substancjalnych (materialnych) - biorąc pod uwagę stopień zorganizowania materii, w której ślady powstają, tak jak do śladów materialnych w szerokim znaczeniu zaliczamy „... wszelkie odbicia powstałe jako następstwa jakiegoś oddziaływania na przedmioty materialne i pozostawione na tych przedmiotach (w tym również na ciele ludzkim), a także same przedmioty, ich szczątki, zmiany w nich powstałe, zniekształcenia, ubytki, plamy, przemieszczenia przestrzenne w stosunku do innych przedmiotów, ruch, wszelkie możliwe do stwierdzenia zaszłości i zmiany zachodzące w nich w okresie obejmującym czas przed czynem przestępnym do chwili, w której działanie przestępne lub jego skutki ustały. Ponadto do śladów zaliczamy woń charakterystyczną dla samego przedmiotu, jego temperaturę, cechy fizyczne, chemiczne, biologiczne i inne”.
b) mikrośladów - biorąc pod uwagę możliwość ich spostrzegania. Aktualnie urządzenia techniczne, ze względu na ich czułość, nie pozwalają na ujawnianie śladów zapachowych ludzi na miejscach zdarzeń. Zastosowanie metod technicznych, w szczególności do analizy zapachu ludzkiego, jak również późniejszego wykorzystania wyników tej analizy w procesie dowodowym, napotyka na szereg ograniczeń. Urządzenia techniczne pozwalają na badanie zapachów pod kątem poszczególnych ich składowych, cykl badawczy jest stosunkowo długi, trudno jest również kontrolować stężenie gazu w sposób ciągły (urządzenia do ciągłej analizy są kalibrowane na określony rodzaj gazu i są nieselektywne). Dlatego też między innymi nie kontynuuje się technicznych badań zapachu człowieka, skoncentrowano się natomiast na urządzeniach, o czułości porównywalnej, co prawda do „psiego nosa”, lecz analizujących substancje o dużo mniejszym stopniu złożoności, takie jak narkotyki czy materiały wybuchowe.
c) śladów świadczących przede wszystkim o sprawcy – biorąc pod uwagę kolejne kryterium, jakim jest przedmiot wnioskowania. Ślady zapachowe, podobnie jak każde inne ślady biologiczne, są nierozerwalnie związane z organizmami żywymi.
d) śladów kontaktowych – biorąc pod uwagę konieczność kontaktu osoby z przedmiotem lub miejscem.